# هادرون ناهنجار

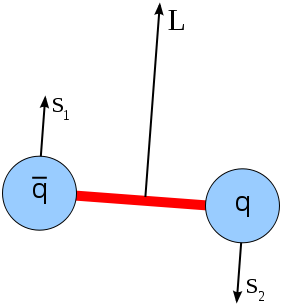
ساختار یک‌مزون ساخته‌شده از کوارک (q) و آنتی‌کوارک (q-bar) با اسپین‌های S2 و S1، به ترتیب، و دارای تکانه زاویه‌ای کل L.

هادرون ناهنجار (انگلیسی: Exotic hadron) یکی از ذرات زیراتمی است که از ترکیب کوارک و گلوئون حاصل شده باشد اما خواص هادرون را نداشته باشد. این ذره در مجاورت نیروی هسته‌ای قوی با مدل کوارک قابل پیش‌بینی نیست. هادرون ناهنجار حاوی کوارک‌های مشابه یک هادرون معمول نیست. هادرون‌ها بر اقسام باریون ناهنجار که از بیش از سه کوارک تشکیل شده و مزون ناهنجار که از یک کوارک و ضد کوارک تشکیل نشده باشد، هستند.